# 133 Кирена
133 Кирена (енгл. 133 Cyrene) је астероид главног астероидног појаса са пречником од приближно 66,57 km.
Афел астероида је на удаљености од 3,488 астрономских јединица (АЈ) од Сунца, а перихел на 2,633 АЈ.
Ексцентрицитет орбите износи 0,139, инклинација (нагиб) орбите у односу на раван еклиптике 7,227 степени, а орбитални период износи 1956,310 дана (5,356 година).
Апсолутна магнитуда астероида је 7,98 а геометријски албедо 0,256.
Астероид је откривен 16. августа 1873. године.